# Liste des routes principales de Suisse

## Routes principales
| Numéro | Parcours |
| ------ | --- |
|        | Genève – Lausanne – Morat – Berne – Rothrist – Lenzbourg – Zurich – Winterthour – Frauenfeld – Wäldi – Kreuzlingen                           |
|        | Bâle - Olten - Sursee - Lucerne - Küssnacht - Schwytz - Erstfeld - Andermatt - Col du Saint-Gothard - Airolo - Bellinzone - Lugano - Chiasso |
|        | Dagmersellen - Lucerne |
|        | Küssnacht - Brunnen |
|        | Bâle - Baden - Zurich - Wädenswil - Näfels - Bad Ragaz - Coire - Tiefencastel - Col du Julier - Col de la Maloja - Soglio                    |
|        | Bargen - Schaffhausen - Zurich - Zoug - Lucerne - Col du Brünig - Brienzwiler                                                                |
|        | Lausanne – Yverdon-les-Bains – Neuchâtel – Bienne – Brugg – Koblenz                                                                          |
|        | Porrentruy - Delémont - Bienne - Berne - Thoune - Interlaken - Meiringen - Col du Grimsel - Gletsch                                          |
|        | Bâle – Laufenburg – Zurzach – Winterthour – Saint-Gall – Sankt Margrethen                                                                    |
|        | Saint-Gall – Waldstatt – Wattwil – Rapperswil – Schwytz – Ingenbohl                                                                          |
|        | Vallorbe – Lausanne – Vevey – Sion – Brigue – col du Simplon – Gondo                                                                         |
|        | Les Verrières – Boveresse – Neuchâtel – Berne – Wolhusen – Lucerne                                                                           |
|        | Vionnaz – Aigle - Col des Mosses – Château-d’Œx – Interlaken – col du Susten – Wassen                                                        |
|        | Vevey - Fribourg – Berne – Langenbruck – Bâle                                                                                                |
|        | Trasadingen – Schaffhouse – Kreuzlingen – Altstätten – Coire – Col du San Bernardino – Bellinzone – Brissago                                 |
|        | Schleitheim – Schaffhouse – Frauenfeld – Romanshorn                                                                                          |
|        | Thayngen – Schaffhouse – Winterthour – Rapperswil                                                                                            |
|        | Tägerwilen – Märstetten – Wattwil – Wildhaus – Buchs                                                                                         |
|        | Leibstadt – Zurich – Uznach – Schwanden – Luchsingen – col du Klausen – Bürglen                                                              |
|        | La Chaux-de-Fonds – Saignelégier – Delémont – Laufon – Bâle                                                                                  |
|        | Brigue - Col de la Furka - Andermatt - Col de l'Oberalp - Ilanz/Glion - Tamins                                                               |
|        | Le Locle – La Chaux-de-Fonds – Neuchâtel |
|        | Saint-Gingolph – Monthey – Saint-Maurice – Martigny – Tunnel du Grand-Saint-Bernard                                                          |
|        | Morat – Lyss – Soleure – Herzogenbuchsee |
|        | Kirchberg - Sursee – Reinach – Aarau |
|        | Sursee – Aarau – Frick |
|        | Aarau – Lenzbourg – Zoug – Arth |
|        | Wildegg – Seon – Boniswil – Gelfingen – Hochdorf – Emmenbrücke                                                                               |
|        | Silvaplana – Saint-Moritz – Zuoz – Scuol – Vinadi                                                                                            |
|        | Landquart – Davos – col de la Flüela – Susch – col de l'Ofen – Müstair                                                                       |
|        | Samedan – col de la Bernina – Poschiavo – Campocologno                                                                                       |
|        | La Cibourg – Moutier – Balsthal |

## Routes principales non signalées

### 101 - 199
| Numéro | Point de départ      | Point d'arrivée          | longueur | Parcours | Remarque |
| ------ | -------------------- | ------------------------ | -------- | --- | --- |
| 101    | Genève GE            | Meyrin GE                |          | Genève (Cornavin) 105 106 – Vernier 104 - [Meyrin : - 107 - 110] - (D 984F (F)) | Rue de la Servette / Route de Meyrin                                                                                                   |
| 102    | Genève GE            | Moillesulaz GE           |          | Genève (Cornavin) - Les Eaux-Vives 105 116 – Thônex (Moillesulaz) 115 - (N 205 (F)) | Route de Chêne |
| 103    | Genève GE            | Chancy GE                |          | Genève – Lancy (La Caroline) 104 - Onex - Bernex - Chancy (D 984B (F)) | Route de Chancy |
| 104    | Plan-les-Ouates GE   | Cointrin GE              |          | Plan-les-Ouates – Lancy (La Caroline) 103 - Vernier (Châtelaine) 109 - Vernier (Balexert) 101 - Cointrin (Genève-Aéroport) 107 (Meyrin)                                                                                               | Avenue des Communes-Réunies / Route du Pont-Butin / Avenue de l'Ain / Avenue du Pailly / Avenue Louis-Casaï                            |
| 105    | Genève GE            | Anières GE               |          | 102 Genève (Cornavin) 101 106 – Cologny - Collonge-Bellerive (Vésenaz) - Corsier - Anières-Douane - (D 1005 (F)) | Rue du Mont-Blanc / Pont du Mont-Blanc / Quai Gustave-Ador / Rampe de Cologny / Route de la Capite / Route de Thonon                   |
| 106    | Genève GE            | Le Grand-Saconnex GE     |          | Genève (Cornavin) 101 105 – Le Grand-Saconnex - (D 1005 (F)) | Rue de Lausanne / Avenue de France / Route de Ferney                                                                                   |
| 107    | Meyrin GE            |                          |          | Meyrin ( (Genève-Aéroport) 104 - 101 (Blandonnet) | Route de Pré-Bois |
| 109    | Genève GE            | Satigny GE               |          | Genève (Saint-Gervais) - Vernier 104 - Meyrin - 110 (Satigny) | Rue Voltaire / Rue de Lyon / Avenue de Chatelaine / Route de Vernier / Route du Nant-d'Avril                                           |
| 110    | Meyrin GE            | Dardagny GE              |          | 101 Meyrin – 109 Satigny - Dardagny | Route du Mandement |
| 111    | Genève GE            | Chêne-Bourg GE           |          | Genève – Genève (Malagnou) 112.1 - Chêne-Bourg - Thônex (Douane) - (A 411 (F)) | Route de Malagnou |
| 112    | Genève GE            | Veyrier GE               |          | Genève – Genève (Malagnou) 112.1 - Veyrier | Route de Florissant |
| 112.1  | Carouge GE           | Genève GE                |          | Carouge (La Praille) 114 - Genève (Malagnou) 112 | Route du Val d'Arve - Avenue Louis-Aubert - Chemin Rieu : route de raccordement entre la route de Saint-Julien et la route de Malagnou |
| 113    | Vésenaz GE           | Hermance GE              |          | 105 Vésenaz – Hermance | Route d'Hermance |
| 114    | Carouge GE           | La Croix-de-Rozon GE     |          | Carouge (La Praille) 112.1 – La Croix-de-Rozon (Bardonnex) | Route de Drize / Route d'Annecy |
| 115    | Thônex GE            | Monniaz GE               |          | 102 Thônex (Moillesulaz) – Puplinge – Jussy – Monniaz (Jussy) (D 1 (F)) | Avenue Tronchet / Route de Jussy |
| 116    | Genève GE            | Vandœuvres GE            |          | 102 Genève (Les Eaux-Vives) – Vandœuvres | Route de Frontenex / Route de Vandœuvres                                                                                               |
| 121    | Mies VD              | Chavannes-de-Bogis VD    |          | Mies – Commugny – (Coppet) – Chavannes-de-Bogis - (D 15 (F)) | |
| 122    | Nyon VD              | Crassier VD              |          | Nyon 123 – Crassier - (D 984 (F))) | |
| 123    | Nyon VD              | La Cure VD               |          | Nyon 124 – Saint-Cergue 125 – Col de la Givrine - La Cure – (N 5 (F)) | |
| 124    | Nyon VD              | Cheseaux-sur-Lausanne VD |          | 123 Nyon – 125 Vich - Bursins – 127 Rolle - Aubonne 126 – Bussy 128 – Cottens – 129 Cossonay – Penthalaz – Penthaz - (Cossonay) - Sullens 134 – /134Cheseaux-sur-Lausanne                                                             | Tronçon en commun avec la H129 à Cossonay, la H9 entre Cossonay-Ville et Penthaz et la H134 entre Sullens et Cheseaux                  |
| 125    | Gland VD             | Saint-Cergue VD          |          | Gland – 124 Vich - Begnins – Arzier-Le Muids – Saint-Cergue 123 | |
| 126    | Aubonne VD           |                          |          | Aubonne – 126.1 - | |
| 126.1  | Allaman VD           | Aubonne VD               |          | Allaman – Aubonne – 126 | |
| 127    | Rolle VD             |                          |          | Rolle ( – (Rolle) – 124) | |
| 128    | Morges VD            | Bière VD                 |          | Morges - (Morges-Ouest) - Lully - Bussy 124 - Apples - Ballens - Bière | |
| 129    | Morges VD            | Le Pont VD               |          | Morges(-Est) - Aclens 137 - Cossonay 124 - L'Isle - Col du Mollendruz - 130 Pétra-Félix - 130 Mont du Lac - 130.1 Le Pont 131 | Tronçon en commun avec les H9 et H124 à Cossonay et la H130 entre Pétra-Félix et Mont du Lac                                           |
| 130    | Yverdon-les-Bains VD | Le Brassus VD            |          | /151 Yverdon - Mathod - (Orbe)/133 - Orbe 132 - Croy - Vaulion - 129 Pétra-Félix - 129 Mont du Lac - L'Abbaye 130.1 - Le Brassus 131                                                                                                  | Tronçon en commun avec la H132 à Orbe et la H129 entre Pétra-Félix et Mont du Lac                                                      |
| 130.1  | Le Pont VD           | L'Abbaye VD              |          | 129 Le Pont - L'Abbaye 130 | |
| 131    | Le Brassus VD        | Le Pont VD               |          | 130 Le Brassus - Le Sentier - Le Lieu - Le Pont 129 | |
| 132    | Vallorbe VD          | Chavornay VD             |          | Le Creux (Vallorbe) - (Ballaigues) - Ballaigues - (Les Clées) - 130 Orbe - Orbe (Granges Saint-Martin) 133 - Chavornay 134 - | Tronçon en commun avec les H130 et H133 à Orbe                                                                                         |
| 133    | Orbe VD              | Oulens-sous-Échallens VD |          | Orbe (Bossaye/Bosceaz) /130 - Orbe (Granges St-Martin) 132 - Orny - La Sarraz - Eclépens - 134 Oulens | Tronçon en commun avec la H132 à Orbe et la H9 à La Sarraz                                                                             |
| 134    | Lausanne VD          | Chavornay VD             |          | Lausanne (Blécherette) 139.1 - 139 - Vernend (commune de Lausanne) - [contournement de Cheseaux-sur-Lausanne: 135 - /124] - 124 Sullens - Oulens-sous-Échallens 133 - Chavornay 132                                                   | Tronçon en commun avec la H5 dans le contournement de Cheseaux et la H124 entre Cheseaux et Sullens                                    |
| 135    | Préverenges VD       | Cheseaux-sur-Lausanne VD |          | Préverenges - Denges - 138 Ecublens - 137 Bussigny (Reculen) - Bussigny (Croix de Plan) 137 - Crissier - 134 Contournement de Cheseaux                                                                                                | Tronçon en commun avec la H9 à Crissier                                                                                                |
| 136    | St-Sulpice VD        | Renens VD                |          | Saint-Sulpice - Écublens 138 - 137 Crissier | |
| 137    | Lausanne VD          | Aclens VD                |          | Lausanne (Galicien) - Renens - 136 Crissier - 135 Bussigny (Croix de Plan) - Bussigny (Reculen) 135 - Aclens 129 | Tronçon en commun avec la H135 à Bussigny                                                                                              |
| 138    | Lutry VD             | Écublens VD              |          | Lutry - Pully (port) - [Lausanne : Ouchy - Montriond/Cour - (Lausanne-Maladière) - Montoie/Bourdonnette ] - Chavannes-près-Renens - 136 Écublens 135                                                                                  | |
| 139    | Prilly VD            | Le Mont-sur-Lausanne VD  |          | Prilly - 134 - 139.1 - (Lausanne-Blécherette) - Le Mont-sur-Lausanne 150 | |
| 139.1  | Lausanne VD          |                          |          | Lausanne (Blécherette) - (Lausanne-Blécherette) | |
| 140    | Corseaux VD          | Syens VD                 |          | Les Gonelles (Corseaux) - Chexbres - Le Pigeon (Forel) 148 - Forel 141 - 154 Le Pralet (Essertes) - Carrouge - Syens | |
| 141    | Lausanne VD          | Forel VD                 |          | La Sallaz (Lausanne) - La Claie aux Moines 148 - Savigny 148 - Forel 140 | Tronçon commun avec la H148 entre La Claie aux Moines et Savigny                                                                       |
| 142    | Le Sépey VD          | Saanen BE                |          | Le Sépey - Col du Pillon - Gstaad - Saanen | |
| 143    | Les Moulins VD       |                          |          | 190 Les Moulins (Château-d'Œx) - (Route des Mosses) | |
| 144    | Rennaz VD            | Les Evouettes VS         |          | Rennaz - Les Evouettes | Noville - Chessel - Porte-du-Scex avant nouveau tronçon (2012)                                                                         |
| 145    | Collombey VS         | Ollon VD                 |          | Collombey 201 - Saint-Triphon - Ollon | |
| 146    | Massongex VS         | Saint-Maurice VS         |          | Massongex - Saint-Maurice | |
| 147    | Ollon VD             | Gryon VD                 |          | Ollon - Villars-sur-Ollon - La Barboleusaz (Gryon) | |
| 148    | Lausanne VD          | Forel VD                 |          | La Vuillette (Lausanne) - 141 La Claie-aux-Moines - Savigny 141 - 140 Le Pigeon (Forel) | Tronçon en commun avec la H141 entre La Claie aux Moines et Savigny                                                                    |
| 149    | Sainte-Croix VD      | Col des Roches NE        |          | 151 Col des Etroits (Ste-Croix) - Fleurier - La Brévine - Le Cerneux - Péquignot - 469 Col des Roches (Le Locle) | Tronçon en commun avec la H20 à Fleurier                                                                                               |
| 150    | Lausanne VD          | Estavayer-le-Lac FR      |          | 134 Lausanne (Borde/Bellevaux) - Le Mont-sur-Lausanne 139 - Bottens - Possens - Thierrens 151 - Combremont - 185 Vesin 186.1 - Montet 186 - Estavayer-le-Lac 181 152                                                                  | |
| 151    | L'Auberson VD        | Châtel-Saint-Denis FR    |          | ((F) D 6) - L'Auberson - 149 Col des Etroits - Sainte-Croix - 130 - Yverdon 130 152 - Thierrens 150 - Moudon - 151.1 Montet - Oron-la-Ville 154 - Bossonnens 193 - Châtel-St-Denis - [embranchement semi-autoroutier T151: – Fruence] | Tronçon commun avec la H5 à Yverdon et la H12 à Châtel-St-Denis                                                                        |
| 151.1  | Montet FR            | Romont FR                |          | 151 Montet - Ursy - 155 Romont | |
| 152    | Yverdon-les-Bains VD | Avenches VD              |          | 151 Yverdon-les-Bains - Yvonand - Estavayer-le-Lac FR 150 181 - Saint-Aubin - 153 Villars-le-Grand - Salavaux - | |
| 153    | Avenches VD          | Gampelen BE              |          | Avenches - 152 Villars-le-Grand - Chabrey - Cudrefin - T10 Gampelen | |
| 154    | Essertes VD          | Vaulruz FR               |          | 140 Le Pralet (Essertes) - Oron-la-Ville 151 - Oron-le-Châtel 155 - 156 Vaulruz () | Tronçon en commun avec la H151 à Oron-la Ville et la H156 à Vaulruz                                                                    |
| 155    | Oron-le-Châtel VD    | Fribourg FR              |          | 154 Oron-le-Châtel - Bouloz - 151.1 Romont 156 188 - Chénens - 188.1 Matran - Fribourg | |
| 156    | Lucens VD            | Vaulruz FR               |          | Lucens - Romont 155 - 154 Vaulruz () | Tronçon en commun avec la H154 à Vaulruz                                                                                               |
| 157    | Payerne VD           | Fribourg FR              |          | Payerne - Grolley 157.1 - Belfaux - Givisiez - Fribourg 180 | Tronçon commun avec la H12 à Givisiez                                                                                                  |
| 157.1  | Avenches VD          | Grolley FR               |          | Avenches - Misery - 157 Grolley | |
| 168    | La Chaux-de-Fonds NE | Biaufond JU              |          | La Chaux-de-Fonds - Biaufond (Les Bois) - (D 464 (F)) | |
| 169    | Le Locle NE          | Les Brenets NE           |          | Col des Roches (Le Locle) - Les Brenets | |
| 170    | Corcelles NE         | Le Locle NE              |          | Corcelles - 173 Les Grattes (Rochefort) - La Tourne - Les Petits-Ponts (Brot-Plamboz) 171 - Les Ponts-de-Martel - Le Locle | |
| 171    | Travers NE           | Les Petits-Ponts NE      |          | bas de la Côte de Rosières (Travers) - Les Petits-Ponts (Brot-Plamboz) 170 | |
| 172    | Saint-Blaise NE      | Neuchâtel NE             |          | / Saint-Blaise - Hauterive - La Coudre - Neuchâtel / | |
| 173    | Les Grattes NE       | Colombier NE             |          | 170 Les Grattes (Rochefort) - Rochefort - Bôle - Colombier - / Areuse (Boudry) | |
| 174    | Auvernier NE         | Peseux NE                |          | Auvernier (Les Abbesses) - Auvernier - Peseux | |
| 177    | Morat FR             | Lac Noir FR              |          | Morat - Salvenach - 179 Düdingen 179 - Mariahilf (Düdingen) - 183 Tafers 178.1 - Plaffeien 178 - Schwarzsee | Tronçon en commun avec la H 179 à Düdingen                                                                                             |
| 178    | Fribourg FR          | Plaffeien FR             |          | Fribourg - Bourguillon (Fribourg) 180.1 - Römerswil (Saint-Ours) 178.1 - Tentlingen 180.1 - Giffers - Plasselb - Plaffeien 177 | |
| 178.1  | Saint-Ours FR        | Tafers FR                |          | Römerswil (Saint-Ours) 178 - Saint-Ours - 177 Tafers | |
| 179    | Düdingen FR          | Laupen BE                |          | Kastels (Düdingen) - 177 Düdingen 177 - Laupen 233 | Tronçon en commun avec la H177 à Düdingen                                                                                              |
| 180    | Fribourg FR          | Broc FR                  |          | 181 Fribourg - Marly 180.1 - La Roche - Corbières 192 - Botterens - Bataille (Broc) H189 | |
| 180.1  | Fribourg FR          | Tentlingen FR            |          | Fribourg (Bourguillon) 178 - Marly 180 - Tentlingen 178 | |
| 181    | Estavayer-le-Lac FR  | Fribourg FR              |          | Estavayer-le-Lac 150 152 - Payerne VD - [contournement de Payerne: 186] - - Vers-chez-Perrin (Payerne) 188 - Prez-vers-Noréaz - Avry-sur-Matran 181.1 - Villars-sur-Glâne 181.2 - Fribourg 180                                        | |
| 181.1  | Avry-sur-Matran FR   | Matran FR                |          | Avry-sur-Matran 181 - Matran 155 | Tronçon en commun avec la H155 à Matran                                                                                                |
| 181.2  | Villars-sur-Glâne FR |                          |          | Villars-sur-Glâne (Moncor 181 - Daillettes 155) | Tronçon en commun avec la H12 |
| 182    | Fribourg FR          | Ins FR                   |          | Fribourg - Granges-Paccot - Courtepin - Morat 177 - Sugiez - T10 Ins | Tronçon en commun avec la H1 et la H22 à Morat. Morat - Ins : ex H182.1                                                                |
| 183    | Fribourg FR          | Kaufdorf BE              |          | Fribourg (Schoenberg) - Tafers 177 - Heitenried - Schwarzenburg 232 232.1 - Riggisberg 230 230.1 - Kaufdorf | Tronçon en commun avec la H232 à Schwarzenburg                                                                                         |
| 185    | Vesin FR             | Granges-Marnand VD       |          | Vesin 150 - Ménières - Granges-Marnand | |
| 186    | Montet FR            | Payerne VD               |          | 150 Montet - Cugy - 181 (contournement de Payerne) | |
| 186.1  | Vesin FR             |                          |          | Vesin (150 - Pot de fer 186) | |
| 188    | Romont FR            | Vers-chez-Perrin VD      |          | 155 Les Chavannes-sous-Romont (Romont) - Sédeilles - Trey - Vers-chez-Perrin (Payerne) 181 | |
| 189    | Bulle FR             | Jaun FR                  |          | [Contournement Bulle - La Tour-de-Trême: / - 190] - 191 Broc - 180 Bataille (Broc) - Jaun 505 | Tronçon en commun avec la H12 à Bulle                                                                                                  |
| 190    | La Tour-de-Trême FR  | Château-d'Œx VD          |          | 189 La Tour-de-Trême - Epagny 191 - Montbovon - Château-d'Œx | |
| 191    | Broc FR              | Epagny FR                |          | 189 Broc - Epagny 190 | |
| 192    | Riaz FR              | Corbières FR             |          | Riaz - Corbières 180 | |
| 193    | Bossonnens FR        | Jongny VD                |          | 151 Bossonnens - Jongny (La Chaux) | |

### 201 - 299
| Numéro | Point de départ          | Point d'arrivée                   | longueur | Parcours | Remarques                                                                                 |
| ------ | ------------------------ | --------------------------------- | -------- | --- | ----------------------------------------------------------------------------------------- |
| 201    | Monthey VS               | Pas de Morgins VS                 |          | Monthey - Troistorrents 202 - Pas de Morgins - (D22 (F)) |                                                                                           |
| 202    | Troistorrents VS         | Champéry VS                       |          | 201 Troistorrents - Champéry |                                                                                           |
| 203    | Martigny VS              | Le Châtelard VS                   |          | Martigny-Bourg - 204 - Col de la Forclaz - Le Châtelard - (D 1506 (F)) |                                                                                           |
| 204    |                          | Ravoire VS                        |          | Route de la Forclaz 203 - Ravoire |                                                                                           |
| 205    | Sembrancher VS           | Verbier VS                        |          | Sembrancher - Le Châble - Verbier |                                                                                           |
| 206    | Sion VS                  | Les Haudères VS                   |          | Sion 207 - Vex - Les Haudères (Evolène) |                                                                                           |
| 207    | Sion VS                  | Haute-Nendaz VS                   |          | Sion 206 – Haute-Nendaz |                                                                                           |
| 208    | Sierre VS                | Crans-Montana VS                  |          | Sierre - Montana - Crans 210 |                                                                                           |
| 209    | Crans-Montana VS         |                                   |          | 208 Montana - Vermala |                                                                                           |
| 210    | Sierre VS                | Crans VS                          |          | Sierre - Corin - Chermignon - Crans 208 |                                                                                           |
| 210.1  | Sierre VS                | Zinal VS                          |          | / Sierre - Vissoie - Ayer - Zinal |                                                                                           |
| 211    | Susten VS                | Loèche-les-Bains VS               |          | Susten - Loèche - Loèche-les-Bains |                                                                                           |
| 212    | Viège VS                 | Saas-Fee VS                       |          | Viège - Visp Süd - Vispertal (tunnel du Vispertal) - Stalden 213 - Saas-Grund - Saas-Fee |                                                                                           |
| 212.1  | Saas-Grund VS            | Barrage de Mattmark VS            |          | Saas-Grund 212 - Saas-Almagell - Mattmark |                                                                                           |
| 213    | Stalden VS               | Täsch VS                          |          | Stalden 212 - Täsch |                                                                                           |
| 214    | Naters VS                | Mund VS                           |          | 215 Naters - Mund |                                                                                           |
| 215    | Naters VS                | Blatten VS                        |          | 214 Naters - Blatten |                                                                                           |
| 216    | Fiesch VS                | Fieschertal VS                    |          | Fiesch - Fieschertal |                                                                                           |
| 219    | Reidenbach BE            | Col du Jaun BE                    |          | Reidenbach - Jaunpass - limite cantonale BE/FR 505 |                                                                                           |
| 220    | Zweisimmen BE            | Lenk BE                           |          | Zweisimmen - Lenk |                                                                                           |
|        | Berne BE                 | Grindelwald BE                    | 72 km    | / 232 Berne - 221.2 Belp - Rümligen 183 - 221.1 Uetendorf - Thoune - Gunten - / (Interlaken-West) - Interlaken / - Wilderswil - 222 Zweilütschinen (Gündlischwand) - Grindelwald                                                                           | Tronçon commun avec la H6 à Thoune et les H6 et H11 à Interlaken                          |
| 221.1  | Uetendorf BE             | Heimberg BE                       |          | (Neumatte, Uetendorf) - (Heimberg, Thoune-Nord) - Heimberg |                                                                                           |
| 221.2  | Belp BE                  | Walkringen BE                     |          | Belp - Rubigen - Worb 234 - Enggistein - 229 Metzgerhüsi (Walkringen) | Tronçon commun avec la H6 à Rubigen et la H10 à Worb                                      |
| 222    | Zweilütschinen BE        | Stechelberg BE                    |          | Zweilütschinen (Gündlischwand) - Lauterbrunnen - Stechelberg |                                                                                           |
| 223    | Spiez BE                 | Kandersteg BE                     | 27 km    | Spiez /11 - Frutigen 223.1 - Kandersteg Lötschberg |                                                                                           |
| 223.1  | Frutigen BE              | Adelboden BE                      | 13 km    | 223 Frutigen - Adelboden |                                                                                           |
| 224    | Meiringen BE             |                                   |          | Meiringen (6/11 Embranchement sud de Meiringen - Entrée nord des gorges de l'Aar 6/11) |                                                                                           |
| 225    | Meiringen BE             | Funiculaire de Reichenbachfall BE |          | 6/11 - Embranchement sud de Meiringen - Station Reichenbachfall |                                                                                           |
| 226    | Brünig BE                | Meiringen BE                      |          | Col du Brünig 4 - Meiringen 6/11 |                                                                                           |
| 227    | Gwatt BE                 | Wimmis BE                         |          | 6 Gwatt (Thoune/Spiez) - 230 Reutigen - 11 Wimmis |                                                                                           |
| 228    | Münsingen BE             | Zäziwil BE                        |          | 6 Münsingen - Konolfingen 229 - Zäziwil 10 |                                                                                           |
| 229    | Kiesen BE                | Kleindietwil BE                   |          | 6 Kiesen - 229.3 Oberdiessbach - Konolfingen 228 - 10 Grosshöchstetten - Biglen - 221.2 - Walkringen - 23 Hasle bei Burgdorf - Rüegsbach - Affoltern im Emmental - 23 Häusernmoos - Ursenbach 229.1 - 244 Kleindietwil (Madiswil)                          |                                                                                           |
| 229.1  | Ursenbach BE             | Walterswil BE                     |          | 229 Ursenbach - Walterswil - 23 |                                                                                           |
| 229.2  | Affoltern im Emmental BE | Weier im Emmental BE              |          | 229 Affoltern im Emmental - Weier im Emmental 223 |                                                                                           |
| 229.3  | Oberdiessbach BE         | Schüpbach BE                      |          | 229 Oberdiessbach - Linden - 229.5 Jassbach - Röthenbach im Emmental 229.6 - 229.7 Zihlmatt - Eggiwil - 10 Schüpbach |                                                                                           |
| 229.4  | Thoune BE                | Escholzmatt LU                    |          | Thoune 6 - Steffisburg - 229.5 Kreuzweg (Unterlangenegg) - Oberei (Röthenbach im Emmental) 229.6 - Schallenberg (col) - Schangnau 229.8 - Marbach - 10 Wiggen (Escholzmatt-Marbach)                                                                        |                                                                                           |
| 229.5  | Unterlangenegg BE        | Jassbach BE                       |          | 229.4 Kreuzweg (Unterlangenegg) - Heimenschwand - 229.3 Jassbach (Linden) |                                                                                           |
| 229.6  | Oberei BE                | Röthenbach im Emmental BE         |          | 229.4 Oberei (Röthenbach im Emmental) - Röthenbach 229.3 |                                                                                           |
| 229.7  | Route de Siehen BE       |                                   |          | 229.3 Zihlmatt (Eggiwil) - 229.4 Route du Schallenberg |                                                                                           |
| 229.8  | Schangnau BE             | Kemmeriboden BE                   |          | 229.4 Schangnau - Kemmeribodenbad (Schangau) |                                                                                           |
| 230    | Riggisberg BE            | Reutigen BE                       |          | 183 Riggisberg - Burgistein Dorf - Wattenwil - Reutigen 227 | Tronçon commun avec la H230.1 à Riggisberg                                                |
| 230.1  | Riggisberg BE            | Gurnigel BE                       |          | 183 Riggisberg 230 - Rüti bei Riggisberg - Gurnigel (col) | Tronçon commun avec la H230 à Riggisberg                                                  |
| 231    | Wattenwil BE             | Burgistein BE                     |          | 230 Wattenwil - Burgistein Gare 221 |                                                                                           |
| 232    | Berne BE                 | Riffenmatt BE                     |          | 221 Berne - Lanzenhäusern 233.1 - Schwarzenburg 232.1 182 - Milken - Riffenmatt (Guggisberg) 232.1 |                                                                                           |
| 232.1  | Schwarzenburg BE         | Riffenmatt BE                     |          | 183 Schwarzenburg 232 - Riedstätt - Kalchstätten - Guggisberg - Riffenmatt (Guggisberg) 232 |                                                                                           |
| 233    | Laupen BE                | Neuenegg BE                       |          | 179 Laupen - Neuenegg |                                                                                           |
| 234    | Neuenegg BE              | Lanzenhäusern BE                  |          | 233 Neuenegg - Flamatt - Albligen - Lanzenhäusern (Schwarzenburg) 232 |                                                                                           |
| 234.1  | Berne BE                 |                                   |          | Papiermühlestrasse ( - Papiermühle) |                                                                                           |
| 234.2  | Berne BE                 |                                   |          | Worblentalstrasse (Papiermühle - 234.3) |                                                                                           |
| 234.3  | Berne BE                 | Krauchthal BE                     |          | 234 - Bolligen (Berne) - Hueb - 234.4 Krauchthal 235 |                                                                                           |
| 234.4  | Boll BE                  | Oberburg BE                       |          | 234 Boll - Lindenthal - 234.3 Krauchthal 235 - Oberburg |                                                                                           |
| 235    | Nidau BE                 | Berne BE                          |          | Nidau H237.1 - Bellmund - Aarberg - Frieswil - Bergweid (Wangen) 235.4 - Wohlen bei Bern 235.5 - Berne | Tronçon commun avec la 237.1 à Nidau et la 22 à Aarberg                                   |
| 235.1  | Bienne BE                | Lengnau BE                        |          | Bienne - Mett (Bienne) - Orpund - Meinisberg H252 - Lengnau | A5 Orpund : inauguration prévue le 27 octobre 2017.                                       |
| 235.2  | Frinvillier/Ronchâtel BE |                                   |          | Routes de liaison entre les voies montantes et descentes de la à Frinvillier et Rondchâtel (Péry-La Heutte) |                                                                                           |
| 235.3  | Studen BE                | Büetigen BE                       |          | Studen - Büetigen |                                                                                           |
| 235.4  | Innerberg BE             | Lengnau BE                        |          | H235 Innerberg (Wohlen bei Bern) - Säriswil - Uettligen (110) H235.6 - H236 Ortschwaben (Meikirch) - Kirchlindach - Oberzollikofen |                                                                                           |
| 235.5  | Wohlen bei Bern BE       | Uettligen BE                      |          | H235 Wohlen - Uettligen (Wohlen bei Bern) H235.4 |                                                                                           |
| 235.6  | Uettligen BE             | Halenbrücke BE                    |          | H235.4 Uettligen - Halenbrücke (Kirchlindach) H236 |                                                                                           |
| 236    | Aarberg BE               | Berne BE                          |          | Aarberg - Seedorf H251 - Frienisberg - Ortschwaben (Meikirch) - H235.6 Halenbrücke (Kirchlindach) - Neufeld (Berne) |                                                                                           |
| 237    | Ins/Anet BE              | Aarberg BE                        |          | Ins H237.1 - Treiten - Siselen - Aarberg | Tronçon en commun avec la H10 à Anet                                                      |
| 237.1  | Ins/Anet BE              | Nidau BE                          |          | H237 Ins/Anet - Brüttelen - H237.2 - Täuffelen - Ipsach H235 - Nidau | Tronçon en commun avec la H235 à Nidau                                                    |
| 237.2  | Le Landeron BE           | Aarberg BE                        |          | Le Landeron - St. Johannsen (Gals) H237.3 - Erlach - Vinelz - Lüscherz - H237.1 |                                                                                           |
| 237.3  | Gals BE                  |                                   |          | (Pont de la Thielle) - Gals - H237.2 (Neuhaus) |                                                                                           |
| 238    | Schönbrunnen BE          | Schönbühl BE                      |          | Schönbrunnen (Rapperswil) - Schönbühl |                                                                                           |
| 239.1  | Langenthal BE            | Gondiswil BE                      |          | H255 Langenthal - Melchnau H256.1 - Gondiswil - |                                                                                           |
| 240    | Berthoud BE              | Langenthal BE                     |          | Berthoud - Wynigen - Langenthal H244 |                                                                                           |
| 241    | Langenthal BE            | Kaltenherberg BE                  |          | Langenthal - Kaltenherberg (Roggwil) |                                                                                           |
| 242    | Bätterkinden BE          | Kirchberg BE                      |          | H251 Bätterkinden - / (connexion) - Kirchberg | Tronçon en commun avec la H251 à Bätterkinden et Utzenstorf                               |
| 243    | Ramsei BE                | Langnau im Emmental BE            |          | Ramsei (Lützelflüh) - Langnau |                                                                                           |
| 243.1  | Grünenmatt BE            | Grünen BE                         |          | Grünenmatt (Lützelflüh) - Trachselwald - Grünen (Sumiswald) |                                                                                           |
| 243.2  | Sumiswald BE             | Wasen im Emmental BE              |          | H243.1 Grünen (Sumiswald) - Sumiswald - Wasen im Emmental |                                                                                           |
| 244    | Niederbipp BE            | Huttwil BE                        |          | Niederbipp - Aarwangen - Langenthal H240 - H229 Lindenholz (Madiswil) - Huttwil | Tronçon commun avec la H1 à Langenthal                                                    |
| 244.1  | Huttwil BE               | Wyssachen BE                      |          | Huttwil - Wyssachen |                                                                                           |
| 244.2  | Huttwil BE               | Eriswil BE                        |          | Huttwil - Eriswil |                                                                                           |
| 245    | Hindelbank BE            | Heimiswil BE                      |          | Hindelbank - Berthoud - Heimiswil | Tronçon commun avec la H23 à Berthoud                                                     |
| 245.1  | Fraubrunnen BE           | Lyssach BE                        |          | Fraubrunnen - Kernenried - Lyssach |                                                                                           |
| 245.2  | Krauchthal BE            | Hindelbank BE                     |          | H234.5 Krauchthal - H245 Hindelbank |                                                                                           |
| 245.3  | Berthoud BE              |                                   |          | Pleerstrasse (Berthoud): Route de raccordement entre les routes principales H234.5 et H245 |                                                                                           |
| 246    | Fahy JU                  | Courtedoux JU                     |          | (D 34 (F)) - Fahy - Chevenez H247 - Courtedoux | Tronçon commun avec la H247 entre Chevenez (A16) et Courtedoux                            |
| 246.1  | Grandgourt JU            | Beurnevésin JU                    |          | Grandgourt (Basse-Allaine) - Lugnez - Beurnevésin |                                                                                           |
| 247    | Damvant JU               | Lucelle JU                        |          | (D73 (F)) - Damvant - Chevenez H246 - Porrentruy - Alle H247.1 - Miécourt H247.2 - H247.3 Chamoille - (Lucelle (F)) - Lucelle H250 | Tronçon commun avec la H246 entre Chevenez (A16) et Courtedoux et avec la H6 à Grandcourt |
| 247.1  | Alle JU                  | Beurnevésin JU                    |          | H247 Alle - Bonfol - Beurnevésin - (D 13 (F)) |                                                                                           |
| 247.2  | Miécourt JU              |                                   |          | H247 Miécourt - (D 473 (F)) |                                                                                           |
| 247.3  | Cornol JU                | Charmoille JU                     |          | Cornol - Fregiécourt - H247 Charmoille |                                                                                           |
| 247.4  | Bure JU                  | Porrentruy JU                     |          | Bure - Porrentruy H247 |                                                                                           |
| 248    | Goumois JU               | Tavannes BE                       |          | (D 437A (F)) Goumois - Saignelégier - Tramelan H248.1 - Tavannes |                                                                                           |
| 248.1  | La Ferrière BE           | Tramelan BE                       |          | La Ferrière - Les Breuleux H248.3 - H248.2 Mont-Tramelan - Tramelan H248 |                                                                                           |
| 248.2  | Saint-Imier BE           | Mont-Tramelan BE                  |          | Saint-Imier - Mont-Crosin - Mont-Tramelan H248.1 |                                                                                           |
| 248.3  | Les Emibois JU           | Les Breuleux JU                   |          | Les Emibois - Les Breuleux H248.1 |                                                                                           |
| 248.4  | Tavannes BE              | Berlincourt JU                    |          | Tavannes - Bellelay (Saicourt) - (Gorges du Pichoux - Undervelier) - Berlincourt |                                                                                           |
| 249    | La Motte BE              | Glovelier JU                      |          | (D 437C (F)) - La Motte (Clos du Doubs) - Saint-Ursanne - Les Malettes (La Baroche) - Les Rangiers - La Caquerelle (La Baroche) H249.1 - Boécourt - Glovelier                                                                                              |                                                                                           |
| 249.1  | La Caquerelle JU         | La Roche JU                       |          | H249 La Caquerelle (La Baroche) - La Roche (Haute-Sorne) |                                                                                           |
| 250    | Lucelle JU               | Develier JU                       |          | H247 Lucelle (douane, vers D 21BIII (F)) - Bourrignon - Develier |                                                                                           |
| 250.1  | Roggenburg BL            | Soyhières JU                      |          | (D 21BIII (F)) Neumühle (Roggenburg) - Movelier - Soyhières |                                                                                           |
| 250.2  | Delémont JU              | Mervelier JU                      |          | Delémont - Vicques - Mervelier |                                                                                           |
| 251    | Seedorf BE               | Koppigen BE                       |          | H236 Seedorf - Wiler H251.1 - Suberg - Wengi H252 - SO Messen - Limpach - Bätterkinden - Utzenstorf H242 - Koppigen H254 H270 - St. Niklaus | Tronçon commun avec la H6 à Suberg                                                        |
| 251.1  | Lyss BE                  | Wiler bei Seedorf BE              |          | Lyss - H251 Wiler bei Seedorf |                                                                                           |
| 252    | Schönbrunnen BE          | Pieterlen SO                      |          | Schönbrunnen (Rapperswil) (8 Münchenbuchsee) - Rapperswil - H251 Wiler bei Seedorf - Schnottwil H252.1 - Büren an der Aare - H235.1 (Lengnau) - Pieterlen                                                                                                  | Tronçon commun avec la H22 à Büren an der Aare et la H235.1                               |
| 252.1  | Schnottwil BE            | Lohn SO                           |          | H252 Schnottwil - Hessigkofen - Lüterkofen - Lohn |                                                                                           |
| 252.2  | Grenchen SO              | Arch BE                           |          | Grenchen - Arch |                                                                                           |
| 253    | Zwingen BL               | Breitenbach SO                    |          | Zwingen - Brislach - Breitenbach H267 H272 |                                                                                           |
| 254    | Koppigen BE              | Riedholz SO                       |          | Koppigen - Recherswil - Kriegstetten H271 - Derendingen H269 - Riedholz/Flumenthal | Tronçon commun avec la H270 à Koppigen                                                    |
| 255    | Langenthal BE LU         | Zofingen AG                       |          | H? Langenthal - Saint-Urbain (Pfaffnau) H256 - Vordemwald - Strengelbach - Zofingen |                                                                                           |
| 256    | Roggwil BE               | Zell LU                           |          | Roggwil - Saint-Urbian (Pfaffnau) H255 - Altbüron - Grossdietwil - Fischbach - Zell |                                                                                           |
| 256.1  | Melchnau BE              | Altbüron LU                       |          | H239.1 Melchnau - Altbüron H256 |                                                                                           |
| 265    | Olten SO                 | Schönenwerd SO                    |          | Olten - Winznau - Niedergösgen H266 - Schönenwerd |                                                                                           |
| 266    | Niedergösgen SO          | Aarau AG                          |          | H265 Niedergösgen - Erlinsbach H536 - H266.1 Aarau |                                                                                           |
| 266.1  | Wöschnau SO              | Aarau AG                          |          | Wöschnau - contournement nord d'Aarau H266 | Route de contournement/liaison                                                            |
| 267    | Kleinlützel SO           | Balsthal BL                       |          | (D 21BIII (F)) - Kleinlützel - Laufen - Breitenbach H253 - Büsserach - Passwang (de) - Mümliswil - Balsthal |                                                                                           |
| 268    | Oensingen SO             | Murgenthal AG                     |          | Oensingen - Kestenholz H268.1 - Murgenthal |                                                                                           |
| 268.1  | Kestenholz SO            | Wangen bei Olten SO               |          | Kestenholz - Neuendorf - Kappel - Wangen Bei Olten |                                                                                           |
| 269    | Soleure SO               | Herzogenbuchsee BE                |          | Soleure - Derendingen H254 - Oberönz (Herzogenbuchsee) |                                                                                           |
| 270    | Biberist SO              | Koppigen BE                       |          | Biberist - Gerlafingen H271 - H254 Koppigen H251 | Tronçon commun avec la H254 à Koppingen                                                   |
| 271    | Gerlafingen SO           | Kriegstetten SO                   |          | H270 Gerlafingen - Kriegstetten H254 |                                                                                           |
| 272    | Breitenbach SO           | Bubendorf BL                      |          | H253 H267 Breitenbach - Reigoldswil - Bad Bubendorf |                                                                                           |
| 273    | Flüh SO                  | Bâle BS                           |          | (D 23IV (F)) - H274 Flüh - Bättwil - BL Ettingen H313 - Aesch - Dornachbrugg - H310 A18 Reinach - H314 Münchenstein (Schwertrain) - Bretelle vers A18 - Bâle (Dreispitz)                                                                                   |                                                                                           |
| 274    | Röschenz BL              | Bâle SO                           |          | Röschenz - Challpass (de) (746 m) - Metzerlen - Mariastein - Flüh H273 - Bättwil - Biel-Benken H310 - Oberwil H313 - Bottmingen H305 H311 - Binningen - Bâle (Zoo Dorenbach)                                                                               | Tronçon commun avec la H310 à Benken                                                      |
| 275    | Rheinfelden AG           | Möhlin AG                         |          | Rheinfelden - Riburg - Möhlin (nord) |                                                                                           |
| 276    | Kienberg SO              | Frick AG                          |          | H309 Kienberg - Wittnau - Frick |                                                                                           |
| 277    | Etzgen SO                | Stilli AG                         |          | Etzgen (Mettauertal) - Bürensteig (550 m) - Stilli (Villigen) |                                                                                           |
| 278    | Baden AG                 | Neuenhof AG                       |          | Baden - H278 Wettingen - Neuenhof |                                                                                           |
| 279    | Lenzbourg AG             | Ehrendingen AG                    |          | Lenzburg - Othmarsingen H280 - H280 Mägenwil - Mellingen H296 Fislisbach H281 - H282 Dättwil (Baden) H296.1 - Baden - H295 Ennetbaden - Ehrendingen - Tiefenwaag (Ehrendingen)                                                                             | Tronçon en commun avec la H280 à Othmarsingen                                             |
| 280    | Hausen AG                | Ehrendingen AG                    |          | Hausen - (Brugg/Winidisch) H296 H280.1 Lupfig - H296 H280.1 Birr - Mägenwil H279 - Othmarsingen H279 - Dottikon H280.2 - Wohlen - | Tronçon en commun avec la H296 à Lupfig et Birr et la H279 à Othmarsingen                 |
| 280.1  | Birr AG                  | Lupfig AG                         |          | H280 H296 Birr - Lupfig H280 H296 |                                                                                           |
| 280.2  | Birr AG                  | Dottikon AG                       |          | Dintikon (Langelen) - Dottikon H280 |                                                                                           |
| 281    | Fislisbach AG            | Bremgarten AG                     |          | H279 Fislisbach - Busslingen - Bremgarten |                                                                                           |
| 282    | Fislisbach AG            | Berikon AG                        |          | Dättwil (Baden) H279 - Fislisbach - Oberrohrdorf - Remetschwil - Bellikon - Widen - Mutschellen (Berikon) |                                                                                           |
| 283    | Rothrist AG              | Aarburg AG                        |          | Rothrist - Aarburg |                                                                                           |
| 284    | Zofingen AG              | Oftringen AG                      |          | Zofingen Nord - Oftringen Est |                                                                                           |
| 285    | Kölliken AG              | Unterkulm AG                      |          | Kölliken Sud - 285.2 Holziken - H286 Schöftland H287 - Böhler (de) (611 m) - Unterkulm |                                                                                           |
| 285.1  | Kölliken AG              | Muhen AG                          |          | Kölliken - - Muhen H286 |                                                                                           |
| 285.2  | Kölliken AG              | Holziken AG                       |          | Kölliken H285.1 - Holziken H285 |                                                                                           |
| 286    | Schöftland AG            | Unterentfelden AG                 |          | H285 Schöftland - H285.1 Muhen - Oberentfelden - Unterentfelden (Distelberg) |                                                                                           |
| 286.1  | Schöftland AG            |                                   |          | H287 Schöftland Centre - Schöftland Sud |                                                                                           |
| 287    | Schöftland AG            | Kirchleerau AG                    |          | H285 H286.1 Schöftland - Wittwil - Staffelbach - Kirchleerau |                                                                                           |
| 288    | Rupperswil AG            | Seon AG                           |          | Rupperswil H289 - H289 Hunzenschwil - Schafisheim (Schoren) - Seon | Tronçon en commun avec la H1 et la H289 à Hunzenschwil                                    |
| 288.1  | Rupperswil AG            | Schafisheim AG                    |          | Rupperswil - H288 Schafisheim | Route de liaison en entre la H1 et les H5 / H288                                          |
| 289    | Hunzenschwil AG          | Wildegg AG                        |          | H288 Hunzenschwil - H288 Rupperswil - H288 Wildegg | Tronçon commun avec la H5                                                                 |
| 290    | Reinach AG               | Beinwil am See AG                 |          | Reinach - Beinwil am See |                                                                                           |
| 291    | Boniswil AG              | Meisterschwanden AG               |          | Boniswil - Meisterschwanden H292 H298 |                                                                                           |
| 292    | Meisterschwanden AG      | Fahrwangen AG                     |          | H291 Boniswil - Meisterschwanden H298 |                                                                                           |
| 293    | Villmergen AG            | Wohlen AG                         |          | H298 Villmergen - Wohlen (Bullenberg) |                                                                                           |
| 294.1  | Eiken AG                 | Sisseln AG                        |          | H294 Eiken - Sisseln | Remplacée par la H7 (contournement de Sisseln) / Déclassée au début des années 2000 ?     |
| 295    | Siggenthal Station AG    | Zurich ZH                         |          | Siggenthal Station - Untersiggenthal H296.1 - Nussbaumen ( avec route de liaison) - Ennetbaden H279 - H279 H278 Wettingen - H297 Würenlos - Weiningen - H295.3 Zurich (Höngg) (Hardturm avec route de liaison)                                             | Tronçon commun avec la H279 à Wettingen                                                   |
| 295.1  | Siggenthal Station AG    | Bad Zurzach AG                    |          | Siggenthal Station - Würenlingen H295.2 - Tegerfelden - Bad Zurzach |                                                                                           |
| 295.2  | Würenlingen AG           | Endingen AG                       |          | H295.1 Würenlingen - Endingen |                                                                                           |
| 295.3  | Zurich ZH                | Regensdorf ZH                     |          | H295 Frankental (Zurich) - Grünwald (Zurich) - Regensdorf |                                                                                           |
| 295.4  | Bad Zurzach AG           |                                   |          | Bad Zurzach - Rheinbrücke (Bad Zurzach) - (L162 (D)) Frankental (Zürich) - Grünwald-Regensdorf (H17) |                                                                                           |
| 296    | Windisch AG              | Neuenkirch LU                     |          | Windisch - (Brugg/Winidisch) H280 H280.1 Lupfig - H280 H280.1 Birr - Birrhard - Mellingen H279 - Göslikon - Fischbach - Bremgarten - Birri H299 - Mühlau - Sins - Gisikon - Inwil H367 - Eschenbach - Rain H363.1 - Sempach - Sempach Station (Neuenkirch) | Tronçon en commun avec la H299 à Nirri, la H25 à Sins et la H26 à Eschenbach              |
| 296.1  | Untersiggenthal AG       | Dättwil AG                        |          | H295 Untersiggenthal - Turgi - Gebenstorf - Birmenstorf - (Baden-West) - Dättwil (Baden) H279 | Tronçon en commun avec la H3 à Gebensdorf                                                 |
| 297    | Wettingen AG             | Adlikon ZH                        |          | Wettingen H295 - Otelfingen - Adlikon bei Regensdorf |                                                                                           |
| 298    | Villmergen AG            | Gelfingen LU                      |          | Villmergen (Allmend) - Villmergen H293- Fahrwangen H292 H291 - Aesch H366 - Gelfingen |                                                                                           |
| 299    | Muri AG                  | Hedingen ZH                       |          | Muri - Birri - Ottenbach - Zwillikon - Hedingen H382 | Tronçon commun avec la H295 à Birri                                                       |

### 300 - 399
| Numéro | Point de départ                     | Point d'arrivée         | longueur | Parcours | Remarques                                                                             |
| ------ | ----------------------------------- | ----------------------- | -------- | --- | ------------------------------------------------------------------------------------- |
| 305    | Bottmingen BL                       | Birsfelden BL           |          | H274 Bottmingen H311 - Münchenstein - A18 Muttenz / - / - / Birsfelden |                                                                                       |
| 306    | Pratteln BL                         | Schweizerhalle BL       |          | Pratteln / - / - / Schweizerhalle (Pratteln) |                                                                                       |
| 307    | Sissach BL                          | Eptingen BL             |          | Sissach - Zunzgen - Diegten - Oberdiegten - Eptingen |                                                                                       |
| 308    | Pratteln BL                         | Augst BL                |          | Pratteln (Hülften) / - / - Augst / |                                                                                       |
| 308.1  | Liestal BL                          | Arisdorf BL             |          | / Liestal - Arisdorf |                                                                                       |
| 309    | Sissach BL                          | Kienberg BL             |          | Sissach - Gelterkinden H541 - Ormalingen - Rothenfluh - Anwil - Kienberg H276 |                                                                                       |
| 310    | Biel-Benken BL                      | Dornach SO              |          | (D) - Biel-Benken - Therwil H313 H311 - Reinach - Dornachbrugg - Dornach 273 |                                                                                       |
| 311    | Therwil BL                          | Bâle BS                 |          | H310 Therwil - Bottmingen H305 - Binningen - Bâle (Margarethen) |                                                                                       |
| 312    | Therwil BL                          | Bâle BS                 |          | (D469 (F)) - Allschwil - Bâle (Morgartenring) |                                                                                       |
| 313    | Ettingen BL                         | Oberwil BL              |          | H273 Ettingen - Therwil H310 - Oberwil H274 |                                                                                       |
| 314    | Reinach BL                          | Oberwil BL              |          | Reinach H310 - H273 Arlesheim A18 (Reinach-Nord) |                                                                                       |
| 317    | Bâle BS                             | Oberwil BL              |          | Bâle / (Basel-Wettstein) - (B 34 (D)) |                                                                                       |
| 318    | Bâle BS                             |                         |          | Bâle / (Basel-Ost/Breite) - Riehen H322 H323 H324 - (B317 (D)) |                                                                                       |
| 319    | Bâle BS                             |                         |          | Bâle / - (D) | Tronçon commun avec la H3 et la H7                                                    |
| 320    | Bâle BS                             |                         |          | Bâle / - (B317 (D)) |                                                                                       |
| 322    | Riehen BS                           | Bettingen BS            |          | H318 Riehen - Bettingen |                                                                                       |
| 323    | Riehen BS                           |                         |          | H318 Riehen - (D) |                                                                                       |
| 324    | Riehen BS                           |                         |          | H318 Riehen - (B317 (D)) |                                                                                       |
| 329    | Schaffhouse SH                      | Ramsen                  |          | Schaffhouse - (Büsingen (D)) - Laag (Dörflingen) - (L202 Gailingen K6151 (D)) - Ramsen - (H332)                                                                                           | Traverse l'enclave allemande de Büsingen am Hochrhein et Gailingen en Allemagne       |
| 329.1  | Diessenhofen TG                     |                         |          | Ratihart (Diessenhofen) - Diessenhofen - Bleichi (Diessenhofen) | Déclassé?                                                                             |
| 330    | Stein am Rhein SH                   |                         |          | Stein am Rhein - (L191 (D)) |                                                                                       |
| 331    | Thayngen SH                         | Hofen SH                |          | Thayngen - Hofen (Thayngen) - (L188 (D)) |                                                                                       |
| 332    | Ramsen SH                           | Hemishofen SH           |          | (L 191 (D)) - Ramsen H329 - Hemishofen - (Wagenhausen) |                                                                                       |
| 332.1  | Thayngen SH                         | Stein am Rhein TG       |          | H332 Hemishofen - Stein-am-Rhein H330 |                                                                                       |
| 336    | Hombrechtikon ZH                    | Rüti ZH                 |          | H339 Hombrechtikon - Rüti |                                                                                       |
| 337    | Uster ZH                            | Saland ZH               |          | H339 H340 Uster (Uster-Nord) - Pfäffikon H345 - Saland (Bauma) | Tronçon commun avec la H345 à Pfäffikon                                               |
| 338    | Sihlbrugg ZH                        | Wädenswil ZH            |          | Sihlbrugg (Sihlbrugg) - H341 Hanegg - Wädenswil |                                                                                       |
| 339    | Illnau ZH                           | Feldbach ZH             |          | H345 Illnau - Gutenswil H354 - Uster H340 - Mönchaltorf - Esslingen H347 - Oetwil am See H347.1 - Hombrechtikon H336 - Feldbach (Hombrechtikon)                                           |                                                                                       |
| 340    | Zurich ZH                           | Hinwil ZH               |          | Zurich (Schwamendingen Mitte) - / (Wallisellen) Dübendorf - Hegnau - Volketswil H354 - Uster H339 - Wetzikon H347.1 - H345 Hinwil                                                         | Tronçon commun avec la H339 à Uster et la H345 à Hinwil                               |
| 340.1  | Volketswil ZH                       |                         |          | Zimikon (Volketswil) Industriestrasse: (H340) - Stationsstrasse (Volketswil) | Industriestrasse à Zimikon (Volketswil)                                               |
| 341    | Horgen ZH                           | Hanegg ZH               |          | Horgen - Hanegg (Horgen) H338 |                                                                                       |
| 342    | Dietikon ZH                         | Zurich ZH               |          | «beim Kreuz» au nord-ouest de Dietikon - Dietikon - Schlieren - / Zurich |                                                                                       |
| 343    | Uhwiesen ZH                         | Laufen ZH               |          | Uhwiesen - Château de Laufen |                                                                                       |
| 343.1  | Siblingen ZH                        | Wilchingen ZH           |          | Siblingen - Gächlingen - Neunkirch - Hallau - Wilchingen - (L 165 (D)) |                                                                                       |
| 344    | Kloten ZH                           | Wilchingen ZH           |          | Kloten - Embrach H348.1 - Pfungen - Neftenbach - Aesch (Neftenbach) | Tronçon commun avec la h7 d'Embrach à Neftenbach. Anciennement jusqu'à Henggart (H15) |
| 345    | Grafstal ZH                         | Eschenbach SG           |          | Grafstal (Lindau) H346 - Oberkemptthal - Illnau H339 - Fehraltorf H354 - H337 Pfäffikon - Wetzikon H347.2 - H340 Hinwil - Rüti - Eschenbach                                               | Tronçon commun avec la H354 à Fehraltorf, la H337 à Pfäffikon et la H340 à Hinwill    |
| 346    | Grafstal ZH                         |                         |          | (Effretikon) - H346 Grafstal (Lindau) |                                                                                       |
| 347    | Zürich ZH                           | Esslingen ZH            |          | Zürich - Zumikon - Forch (Küsnacht/Maur) - Esslingen (Egg) H339 |                                                                                       |
| 347.1  | Oetwil am See ZH                    | Grüt ZH                 |          | H339 Oetwil am See - Lehrüti (Anschluss Forch-Autostrasse) - Gossau - Grüt H347.1 |                                                                                       |
| 347.2  | Ottikon ZH                          | Bauma ZH                |          | Ottikon (connection à l'autoroute) - H347.1 Grüt - H340 Wetzikon H345 - Bäretswil - Bauma                                                                                                 |                                                                                       |
| 348    | Glattfelden ZH                      | Embrach ZH              |          | Glattfelden - Neerach H348.1 - Rümlang - Zürich (Seebach) |                                                                                       |
| 348.1  | Dielsdorf ZH                        | Embrach ZH              |          | Dielsdorf (contournement) - Kreisel Neeracher Riet - H348 Höri - Bülach - Eschenmosen (Bülach) - Embrach H344                                                                             |                                                                                       |
| 349    | Aéroport international de Zurich ZH |                         |          | Bretelle de raccordement de l'aéroport international de Zurich (Kloten) |                                                                                       |
| 350    | Aéroport international de Zurich ZH | Baltenswil ZH           |          | Aéroport international de Zurich (bretelle de raccordement) - Kloten - Bassersdorf - Baltenswil                                                                                           |                                                                                       |
| 351    | Zurich ZH                           | Glattbrugg ZH           |          | Zürich (Thurgauerstrasse, Oerlikon) - Glattbrugg (Opfikon) |                                                                                       |
| 351.1  | Opfikon ZH                          | Zurich SH               |          | H351 Opfikon (Neuwiesen) - Wallisellen - Zürich (Überlandstrasse) H340 |                                                                                       |
| 352    | Kleinandelfingen ZH                 | Stein am Rhein SH       |          | Kleinandelfingen - Gisenhard - H465 Stammheim - TG Etzwilen - Stein am Rhein H330 |                                                                                       |
| 353    | Volketswil ZH                       | Uesslingen TG           |          | - Rickenbach - Uesslingen |                                                                                       |
| 354    | Volketswil ZH                       | Tägerschen TG           |          | H340 Volketswil - Gutenswil H339 - Fehraltorf - Wildberg - Turbenthal - Bichelsee - Eschlikon H468 - Münchwilen - Tägerschen                                                              | Tronçon en commun avec la H15 à Thurbenthal                                           |
| 361    | Lucerne LU                          |                         |          | - Littau (Lucerne) - Lucerne |                                                                                       |
| 361.1  | Kriens LU                           | Horw LU                 |          | Kriens - Horw |                                                                                       |
| 362    | Ettiswil LU                         | Emmen LU                |          | Ettiswil - Ruswil H364 - - Emmen (Gerliswil) |                                                                                       |
| 363    | Schenkon LU                         |                         |          | Schenkon (Zellfeld) - Schenkon (Zollhaus) |                                                                                       |
| 363.1  | Beromünster LU                      | Emmen LU                |          | Beromünster - Neudorf - Hildisrieden - Rain H296 - Rothenburg - Emmen (Sprengi) |                                                                                       |
| 363.2  | Emmen LU                            | Lucerne LU              |          | Emmen-Süd - Sedel (Ebikon) - |                                                                                       |
| 364    | Wolhusen LU                         | Ruswil LU               |          | Wolhusen - Ruswil H362 |                                                                                       |
| 364.1  | Schüpfheim LU                       | Sörenberg LU            |          | Landbrügg (Schüpfheim) - Flühli - Sörenberg |                                                                                       |
| 365    | Stansstad NW                        | Engelberg OW            |          | Gettnau - Willisau |                                                                                       |
| 366    | Mosen LU                            | Aesch LU                |          | Mosen - Aesch H298 |                                                                                       |
| 367    | Eschenbach LU                       | Ebikon LU               |          | - Mettlen (Eschenbach) - H296 Inwil - Ebikon | Tronçon en commun avec la H377 à Stans                                                |
| 368    | Sins AG                             | Engelberg SZ            |          | (Sins AG) - Hünenberg ZG - Holzhäusern - Risch - Küssnacht am Rigi |                                                                                       |
| 369    | Goldau SZ                           | Schwyz SZ               |          | H371 Goldau - Steinen - Seewen - Schwy |                                                                                       |
| 370    | Wolfsprung SZ                       | Morschach SZ            |          | Wolfsprung (Morschach) - Morschach (Schwyzerhöhe-Rüti) |                                                                                       |
| 371    | Oberarth SZ                         | Sattel SZ               |          | Oberarth - Goldau H369 - Steinerberg - Sattel H381 |                                                                                       |
| 374    | Stansstad NW                        | Engelberg OW            |          | Achereggbrücke (Stansstad) - Stansstad - Stans-Nord - Stans H377 H377.1 - Engelberg | Tronçon en commun avec la H377 à Stans                                                |
| 375    | Sarnen OW                           | Stalden OW              |          | Sarnen - Stalden (Sarnen) |                                                                                       |
| 376    | Sarnen OW                           | Wilen OW                |          | Sarnen - Wilen (Sarnen) |                                                                                       |
| 377    | Sarnen OW                           | Seelisberg UR           |          | H375 Sarnen - Kerns H378 - Stans NW H374 H377.1 - Buochs H377.1 - Niederdorf Lac des Quatre Cantons - Beckenried - Emmetten - Seelisberg - Treib (Seelisberg)                             | Tronçon en commun avec la H374 à Stans                                                |
| 377.1  | Stans NW                            | Buochs NW               |          | H374 H377 Stans (Kreuzstrasse) - Ennetbürgen - Buochs H377 |                                                                                       |
| 378    | Kerns OW                            | Stöckalp OW             |          | H377 Kerns - Melchtal - Stöckalp (Kerns) |                                                                                       |
| 378.1  | Sachseln OW                         | Flüeli-Ranft OW         |          | Sachseln - Flüeli-Ranft (Sachseln) |                                                                                       |
| 381    | Zoug ZG                             | Birmensdorf SZ          |          | Zug - Unterägeri - Oberägeri - Sattel H371 Birmensdorf (Bergmoos) - Birmensdorf H382 |                                                                                       |
| 382    | Cham ZG                             | Zurich ZH               |          | Cham - Mettmenstetten H383 - Affoltern am Albis - Hedingen H299 - Bonstetten - Wettswil am Albis - Birmensdorf H382.2 - (Uitikon) - Zürich (Wiedikon)                                     |                                                                                       |
| 382.2  |                                     | Birmensdorf ZH          |          | Birmensdorf (Bergmoos) - Birmensdorf H382 |                                                                                       |
| 383    | Mettmenstetten ZH                   | Zurich ZH               |          | H382 Mettmenstetten - Unter-Rifferswil - Riedmatt (Hausen am Albis) - Albis (col) - Adliswil H383.1 - Zürich (Wollishofen)                                                                |                                                                                       |
| 383.1  | Adliswil ZH                         | Oberrieden ZH           |          | H383 Adliswil - Thalwil - Oberrieden |                                                                                       |
| 386    | Biberbrugg SZ                       | Unteriberg/Oberiberg SZ |          | Biberbrugg (Feusisberg) - H386.1 (Rabennest, Einsiedeln) - Birchli - Gross - Steinbachviadukt (Lac de Sihl) - Euthal - Unteriberg division de la H386 - Weglosen (Unteriberg) / Oberiberg |                                                                                       |
| 386.1  | Einsiedeln SZ                       | Brunni SZ               |          | H386.1 (Rabennest, Einsiedeln) - Einsiedeln - Trachslau - Alpthal - Brunni |                                                                                       |
| 387    | Schwyz SZ                           | Hinterthal SG           |          | Schwyz - Muotathal - Hinterthal (Muotathal) |                                                                                       |
| 388    | Schindellegi SZ                     | Richterswil ZH          |          | Schindellegi - Samstagern - Richterswil - Richterswil H389 |                                                                                       |
| 389    | Schindellegi SZ                     | Richterswil ZH          |          | H388 Schindellegi - Wollerau - Richterswil H388 |                                                                                       |
| 390    | Lachen SZ                           | Gommiswald SG           |          | Lachen - Wangen H390.1 - Tuggen H391 - Uznach - Gommiswald H427 |                                                                                       |
| 390.1  | Siebnen SZ                          | Wangen SZ               |          | Siebnen - Wangen H390 |                                                                                       |
| 391    | Schübelbach SZ                      | Tuggen SZ               |          | Schübelbach - Tuggen H390 |                                                                                       |
| 392    | Siebnen SZ                          | Innerthal SZ            |          | Siebnen (Wangen/Galgenen) - Rempen - Vorderthal - Innerthal |                                                                                       |
| 393    | Mendrisio TI                        | Arzo TI                 |          | Mendrisio - Rancate - Arzo - (I) |                                                                                       |
| 394    | Gaggiolo TI                         | Mendrisio TI            |          | (I) - Gaggiolo - Stabio - Stabio Est - Genestrerio - H393 Mendrisio |                                                                                       |
| 395    | Genestrerio TI                      | Chiasso TI              |          | H394 Genestrerio (Mendrisio) - Novazzano - Balerna H396 - Chiasso |                                                                                       |
| 396    | Novazzano TI                        |                         |          | Novazzono H395 - Marcetto (Novazono) - (I) |                                                                                       |
| 396.1  | Novazzano TI                        |                         |          | H395 (nord de Novazzano) - Brusata di Novazzano - (SP23 Bizzarone (I)) |                                                                                       |
| 397    | Chiasso TI                          | Pizzamiglio VS          |          | Chiasso - Pizzamiglio (Vacallo) -(I) |                                                                                       |
| 398    | Ponte Tresa TI                      | Lamone TI               |          | (SS 223 (I)) - Ponte Tresa - Agno H399 - Bioggio H401 - - Manno H400 - Lamone (Ostarietta)                                                                                                |                                                                                       |
| 399    | Agno TI                             | Gandria TI              |          | Agno - Lugano - Gandria - (SS 223 (I)) |                                                                                       |
| 399.1  | Lugano TI                           | Tesserete TI            |          | Lugano (Sta Lucia) - Canobbio - Tesserete (Capriasca) |                                                                                       |
| 399.2  | Viganello TI                        | Ruvigliana TI           |          | Viganello (Lugano) - Ruvigliana (Lugano) H399 |                                                                                       |

### 400 - 499
| Numéro | Point de départ     | Point d'arrivée    | longueur | Parcours | Remarques                                                   |
| ------ | ------------------- | ------------------ | -------- | --- | ----------------------------------------------------------- |
| 400    | Manno TI            | Cadempino TI       |          | 398 Manno - Cadempino 2                                                                                                   |                                                             |
| 401    | Bioggio TI          | Lugano TI          |          | 398 Bioggio - 2 Massagno - Besso (Lugano) - Lugano                                                                        |                                                             |
| 402    | Lugano TI           |                    |          | Lugano (Cornaredo - Ponte sul Cassarate - Stampa)                                                                         |                                                             |
| 403    | Bissone TI          |                    |          | Bissone 2/2 - La Punta - (enclave de Campione d'Italia (I))                                                               |                                                             |
| 404    | Paradiso TI         | Fignio TI          |          | Paradiso - 2 (Lugano-Sud) - Grancia - Cadepiano (Lugano) - Figino (Lugano)                                                |                                                             |
| 405    | Dirinella TI        | Quartino TI        |          | ((I) SS394) - Dirinella (Gambarogno) - Vira - Quartino 406                                                                |                                                             |
| 406    | Gordola TI          | Cadenazzo TI       |          | Gordola - Lavertezzo 13 - 13 (Magadino) - Quartino 405 - Cadenazzo 2                                                      |                                                             |
| 407    | Bignasco TI         | Solduno TI         |          | Bignasco - Ponte Brolla (Locarno) 407.2 - Solduno (Locarno)                                                               |                                                             |
| 407.1  | Muralto TI          | S. Antonio TI      |          | Muralto 13 - Orselina - Madonna del Sasso - Locarno (S. Antonio)                                                          |                                                             |
| 407.2  | Intragna TI         | Ponte Brolla TI    |          | 560 Intragna - 407 Ponte Brolla (Locarno)                                                                                 |                                                             |
| 408    | Biasca TI           | Bellinzona TI      |          | 2/2 Biasca - Iragna - Gorduno - 2/13 Bellinzone                                                                           |                                                             |
| 409    | Bodio TI            | Personico TI       |          | Bodio 2 - Personico |                                                             |
| 410    | Lavorgno TI         | Chironico TI       |          | 2 Lavorgo - Nivo - Chironico                                                                                              |                                                             |
| 411    | Rodi TI             | Dalpe TI           |          | Rodi 2 - Prato - Dalpe |                                                             |
| 412    | Airolo TI           | Nante TI           |          | Airolo 2/2/413 - Nante |                                                             |
| 413    | Ulrichen VS         | Airolo TI          |          | Ulrichen 19 - Col du Nufenen - All'Acqua - 412/2/2 Airolo                                                                 |                                                             |
| 414    | Landquart GR        | St. Luzisteig GR   |          | Landquart 3/13/415/28 - Maienfeld - St. Luzisteig - (Balzers FL)                                                          |                                                             |
| 415    | Landquart GR        | Malans GR          |          | Landquart 3/13/414/28 - Malans                                                                                            |                                                             |
| 416    | Disentis/Mustér GR  | Biasca TI          |          | 19 Disentis/Mustér - Lukmanierpass/Cuolm Lucmagn - Olivone - 2 Biasca                                                     |                                                             |
| 416.1  | Olivone TI          | Ghirone TI         |          | Olivone 416 - Campo Blenio - Ghirone                                                                                      |                                                             |
| 416.3  | Ilanz/Glion GR      | Meierhof GR        |          | Ilanz 19/416.4 - 416.4 (Panadeglias) - Obersaxen/Meierhof                                                                 | Tronçon en commun avec la H416.4 entre Ilanz et Panadeglias |
| 416.4  | Ilanz GR            | Vignogn GR         |          | Ilanz 19/416.3 - 416.4 (Panadeglias) - Villa/Vella - Vignogn                                                              | Tronçon en commun avec la H416.3 entre Ilanz et Panadeglias |
| 417    | Thusis GR           | Davos GR           |          | Thusis 13 - Sils im Domleschg - 3 Tiefencastel - Surava 417.5 - Wiesen - Davos 28                                         |                                                             |
| 417.5  | Surava GR           | Bergün/Bravuogn GR |          | Surava 417 - Filisur - Bergün/Bravuogn (Route du col de l'Albula)                                                         |                                                             |
| 418    | Spissermühle GR     | Samnaun GR         |          | (L348 Spiss (A)) - Spissermühle - Samnaun                                                                                 |                                                             |
| 419    | Champfèr GR         | St. Moritz GR      |          | 27 Champfèr - Via Somplaz - Saint-Moritz                                                                                  |                                                             |
| 421    | La Motta GR         | Samnaun GR         |          | La Motta (Poschiavo) 27 - Col de Livigno - (I)                                                                            |                                                             |
| 422    | Schwanden GL        | Elm GL             |          | Schwanden 417 - Elm |                                                             |
| 426    | Uznach SG           | Neuhaus SG         |          | Uznach 17 - 53 (Eschenbach) - 8 Neuhaus                                                                                   |                                                             |
| 427    | Reichenburg SZ      | Ricken (de) SG     |          | 3 Reichenburg (3/53) - Kaltbrunn 17 - 390 Gommiswald - Ricken 8                                                           |                                                             |
| 427.1  | Bilten SG           | Schänis SG         |          | Bilten 3 - 17 Schänis |                                                             |
| 428    | Eschenbach SG       | Schmerikon SG      |          | Eschenbach 8 - 17 Schmerikon                                                                                              |                                                             |
| 429    | Ziegelbrücke SG     | Amden SG           |          | Ziegelbrücke 17 - Weesen - Amden                                                                                          |                                                             |
| 430    | Lütisburg SG        | Gossau SG          |          | Wil 16 - Oberuzwil 444 - 431 Flawil 432 - Gossau 7                                                                        |                                                             |
| 430.1  | Rickenbach SG       | Gähwil SG          |          | 16 (Saint-Gall) Rickenbach - Kirchberg - Gähwil                                                                           |                                                             |
| 431    | Lütisburg SG        | Flawil TG          |          | 16 Lütisburg - Flawil 430                                                                                                 |                                                             |
| 432    | Flawil SG           | Degersheim SG      |          | 430 Flawil - Degersheim                                                                                                   |                                                             |
| 433    | Gams SG             | Haag SG            |          | 16 Gams - Haag (Sennwald) 13 - 13 - (Bendern FL))                                                                         |                                                             |
| 433.1  | Sevelen SG          |                    |          | Sevelen - 13 - 13 - (Vaduz FL))                                                                                           |                                                             |
| 433.2  | Trübbach SG         |                    |          | Trübbach 13 - 13 - (Balzers FL))                                                                                          |                                                             |
| 434    | Oberuzwil SG        | Bischofszell TG    |          | Oberriet 13 - 13 - (L52 Meiningen A))                                                                                     |                                                             |
| 434.1  | Sennwald SG         |                    |          | Sennwald 13 - 13 - (Ruggell FL))                                                                                          |                                                             |
| 435    | Saint-Gall SG       | Trogen AR          |          | 7 Saint-Gall - Speicher 463 - Trogen 463                                                                                  | Tronçon commun avec la H463 entre Speicher et Trogen        |
| 436    | Sankt Margrethen SG |                    |          | Sankt Margrethen (7 - 1 - 13)                                                                                             |                                                             |
| 437    | Wil SG              | Kehlhof TG         |          | 7 Wil - Mettlen 466 - Bürglen 14 - Mauren (Berg) 469 - 470 Kehlhof Berg                                                   |                                                             |
| 438    | Altstätten SG       | Kriessern SG       |          | 13 Altstätten - Kriessern 13                                                                                              |                                                             |
| 439    | Sargans SG          |                    |          | Sargans (Postplatz/Schwefelbadplatz - 3)                                                                                  |                                                             |
| 441    | Saint-Gall SG       | Abtwil SG          |          | Saint-Gall (Bild 7) 1 - Abtwil (Gaiserwald)                                                                               |                                                             |
| 443    | Wil SG              |                    |          | Wil (16 - 1 - 7) | Semi-autoroute contournement de Wil (RC32)                  |
| 444    | Oberuzwil SG        | Bischofszell TG    |          | 430 Oberuzwil - Uzwil 431 1 - Oberbüren 7 - Niederbüren - Bischofszell 470                                                |                                                             |
| 445    | Saint-Gall SG       | Diepoldsau SG      |          | Saint-Gall (Neudorf) 7 1 - Eggersriet - Heiden AR 463 - Berneck 435 - Au 13 - Widnau 13 - Diepoldsau - (L46 Hohenems (A)) |                                                             |
| 446    | Saint-Gall SG       | Trogen AR          |          | 7 Saint-Gall - Speicher 463 - Trogen 463                                                                                  | Tronçon commun avec la H463 entre Speicher et Trogen        |
| 447    | Saint-Gall SG       | Altstätten AR      |          | 7 Saint-Gall - RC90 Teufen 463 - Gais 448 - Altstätten 13                                                                 | RC90: semi-autoroute cantonale, contournement de Teufen     |
| 448    | Neu St. Johann SG   | Gais AR            |          | 16 Neu St. Johann (Nesslau) - Schwägalp (de) AR - Urnäsch 462 - 459 Appenzell AI 458 - Gais 447                           |                                                             |
| 449    | Bad Ragaz SG        | Maienfeld GR       |          | 3 13 Bad Ragaz - 13 Maienfeld 414                                                                                         |                                                             |
| 450    | Lömmenschwil TG     | Egnach TG          |          | 471 Lömmenschwil (Häggenschwil) - Neukirch 450 - Egnach 13                                                                |                                                             |
| 451    | Wittenbach SG       | Arbon TG           |          | 471 Wittenbach - Arbon 13                                                                                                 |                                                             |
| 452    | Kohlengruben SG     | Goldach SG         |          | Kohlengruben (Mörschwil) 1.1 - Goldach 7                                                                                  |                                                             |
| 453    | Airolo SG           | Flumserberg SG     |          | 3 Flums - Flumserberg Tannenbodenalp                                                                                      |                                                             |
| 454    | Saint-Gall SG       | Engelburg SG       |          | Saint-Gall - Spisegg/St. Josefen (Gaiserwald) - Engelburg, Kirchplatz (Gaiserwald)                                        |                                                             |
| 458    | Appenzell AI        | Wasserauen AI      |          | 448 Appenzell - Weissbad (de) - Wasserauen (de) (Schwende-Rüte)                                                           |                                                             |
| 458.1  | Appenzell AI        | Steinegg AI        |          | 448 Appenzell - Steinegg (Appenzell) 458                                                                                  |                                                             |
| 459    | Appenzell AI        | Hundwil AR         |          | 448 Appenzell - 463 Hundwil                                                                                               |                                                             |
| 462    | Urnäsch AR          | Waldstatt AR       |          | 448 Urnäsch - Waldstatt 8 462                                                                                             |                                                             |
| 463    | Waldstatt AR        | Rheineck SG        |          | 8 462 Waldstatt - Hundwil 459 - RC90 Teufen 447 - Speicher 446 - Trogen 446 - Heiden 445 - Rheineck 7 13                  | Tronçon commun avec la H446 entre Speicher et Trogen        |
| 465    | Frauenfeld TG       | Hüttwilen TG       |          | 14 Frauenfeld - Hüttwilen                                                                                                 |                                                             |
| 466    | Frauenfeld TG       | Mettlen TG         |          | 1 14 Frauenfeld - Wängi 7 - Lommis - Affeltrangen 16 - Märwil - Mettlen (Bussnang) 437                                    |                                                             |
| 466.1  | Aadorf TG           | Matzingen TG       |          | 7 Aadorf - 1 - 466 Matzingen (Alp)                                                                                        |                                                             |
| 467    | Pfyn TG             | Steckborn TG       |          | 1 Pfyn - Steckborn 13 |                                                             |
| 468    | Eschlikon TG        | Münchwilen TG      |          | 354 Eschlikon - Sirnach 468.1 - 1 Münchwilen 7                                                                            |                                                             |
| 468.1  | Fischingen TG       | Wil SG             |          | Fischingen - Sirnach 460 - 7 Wil (Bild)                                                                                   |                                                             |
| 469    | Weinfelden TG       | Mauren TG          |          | Weinfelden 14 - Berg (Mauren) 437                                                                                         |                                                             |
| 470    | Kreuzlingen TG      | Herisau AR         |          | 1 Kreuzlingen - Berg 437 - 14 Sulgen - Bischofszell 472 444 - SG - 1 Gossau 7 - Herisau 8                                 |                                                             |
| 471    | Scherzingen TG      | Saint-Gall SG      |          | 13 Scherzingen (Münsterlingen) - Oberaach - Amriswil 471 - 451 Häggenschwil - Wittenbach (Kronbühl) 451 - Saint-Gall 7    |                                                             |
| 472    | Bischofszell TG     | Amriswil TG        |          | 470 Bischofszell - Zihlschlacht - Amriswil (Schrofen) 473                                                                 |                                                             |
| 473    | Amriswil TG         | Kesswil TG         |          | 14 Amriswil - Kesswil 13                                                                                                  |                                                             |
| 474    | Amriswil TG         | Arbon TG           |          | 14 Amriswil H433 - Neukirch H450 - 1.1 - 13 Arbon                                                                         |                                                             |

## Routes principales ouvertes aux véhicules de 2,30 m de largeur au plus
| Numéro | Point de départ            | Point d'arrivée     | longueur | Parcours                                                                        | Remarques           |
| ------ | -------------------------- | ------------------- | -------- | ------------------------------------------------------------------------------- | ------------------- |
| 505    | Jaun FR                    |                     |          | Jaun 189 - limite cantonale FR/BE 219                                           |                     |
| 507    | Orsières VS                | Champex VS          |          | 21 Orsières - Champex                                                           |                     |
| 509    | Gampel VS                  | Goppenstein VS      |          | 9 - Gampel - Goppenstein Lötschberg                                             |                     |
| 511    | Gletsch VS                 | Realp UR            |          | Gletsch 6/19 - Col de la Furka - Realp 19 Furka                                 | partie de la H19    |
| 526    | Le Pichoux BE              | Undervelier JU      |          | 248.4 Le Pichoux (Hôtel de la Couronne) - Gorges du Pichoux - Undervelier 248.4 | partie de la H248.4 |
| 536    | Erlinsbach SO              | Kienberg SO         |          | 266 Erlinsbach - Saalhöhe - Kienberg 276/309                                    |                     |
| 541    | Rheinfelden AG             | Gelterkinden BL     |          | Rheinfelden 3/275 - Magden - Buus - Gelterkinden 309                            |                     |
| 556    | Unterschächen UR           | Linthal GL          |          | Unterschächen 17 - Col du Klausen - 17 Linthal                                  | partie de la H17    |
| 558    | Hinterrhein GR             | Mesocco GR          |          | Hinterrhein 13 - Col du San Bernardino - 13 Mesocco                             | partie de la H13    |
| 559    | Santa Maria Val Müstair GR | Col de l'Umbrail GR |          | Santa Maria 28 - Col de l'Umbrail - (SS 38 (I))                                 |                     |
| 560    | Intragna TI                | Camedo TI           |          | ((I) SS 337) - Camedo - Intragna 407.2                                          |                     |
| 561    | Col du St-Gothard TI       | Motto Bartola TI    |          | Col du St-Gothard 2 - 2 Motto Bartola (Airolo)                                  | « Tremola vecchio » |
| 566    | Coire GR                   | Arosa GR            |          | 3 Coire - Arosa                                                                 |                     |
| 567    | Splügen GR                 | Col du Splügen GR   |          | Splügen 13/13 - Col du Splügen - (SS 36 (I))                                    |                     |